# Mutry
Mutry é um pequeno vilarejo francês, dentro de Tauxières-Mutry, situado no departamento Marne região de Champanha-Ardenas, no norte da França.

## Geografia
Mutry se encontra nas proximidades de Reims, sendo também rodeado das comunas Ville-en-Selve e Neuville-en-Chaillois ao norte, Tauxières-Mutry e Louvois ao nordeste, Tours Brisset e Bouzy ao leste, Tours-sur-Marne ao sudeste, Bisseuil ao sul, Mareuil-sur-Ay e Avenay-Val-d'Or ao sudeste, Fontaine-sur-Ay ao oeste e Germaine e Vauremont ao noroeste.